# Frank Iero
Frank Anthony Thomas Iero Pricolo (nascut el 31 d'octubre del 1981 a Texas) és un guitarrista rítmic, vocalista de fons de la banda My Chemical Romance i és vocalista a la banda Leathermouth, a més de ser un dels dissenyadors de roba de "Skeleton Crew".